# Baby Peggy
Diana Serra Cary, geboren als Peggy-Jean Montgomery (San Diego, 29 oktober 1918 - Gustine, 24 februari 2020), was een Amerikaans actrice die als kindster bekend was onder de naam Baby Peggy.

## Carrière
Ze werd ontdekt als baby van negentien maanden toen haar moeder met haar en een vriend naar Hollywood ging. De familie Montgomery was destijds al betrokken in de filmindustrie. Haar broer Jack was een voormalige cowboy die op dat moment werkte als stuntman voor acteur Tom Mix.
Regisseur Fred Fishbach nam Baby Peggy aan omdat ze beleefd was en het advies van anderen goed wist te gebruiken. Ze kreeg al snel rollen in verscheidene korte films en maakte tussen 1921 en 1924 tientallen films. Toen ze een contract kreeg bij Universal Studios, was ze ook in films te zien met een lange speelduur.
Baby Peggy werd enorm populair en was, als ze niet bezig was met de opnamen van een film, door het land aan het toeren voor de fans. Muziekbladen en poppen werden voor de kindster gemaakt.
In 1925 kwam echter een abrupt einde aan de carrière van Baby Peggy toen haar vader ruzie kreeg met de machtige producent Sol Lesser over haar salaris: haar contract werd verbroken. Baby Peggy zat echter niet stil, want van 1925 tot en met 1929 had ze een succesvolle carrière in de vaudeville.
Toen door de opkomst van geluidsfilm niemand meer interesse had voor de vaudeville, keerde ze terug naar Hollywood. Hier speelde ze samen met haar familie als "extra" mee in films.

## Werkomstandigheden
Baby Peggy werkte regelmatig onder harde werkomstandigheden: als kind acht uur per dag en zes dagen per week. Ze deed bovendien bijna al haar stunts zelf. Zo werd ze voor de film Sea Shore Shapes (1921) onder water gehouden totdat ze flauwviel, moest ze voor The Darling of New York (1923) uit een gebouw dat in brand stond rennen en reed ze voor Miles of Smiles (1921) onder een trein. Daarnaast was ze regelmatig getuige van dierenmishandeling en zag ze hoe een trainer tot zijn dood werd gestampt door een olifant.
Toen ze werkzaam was in de vaudeville, was ze regelmatig ernstig ziek en had ze last van tonsillitis. Desondanks zegde ze nooit een optreden af. Als tiener verbood haar vader haar om brillen te dragen omdat hij dacht dat ze dan minder snel zou worden aangenomen.
Baby Peggy ging pas voor het eerst naar school na haar bijdrage aan de vaudeville. Ze moest echter blijven werken om voor haar school te kunnen betalen. Haar vader had namelijk volledige gezag over haar contracten en carrière, waardoor Peggy geen geld voor zichzelf had.
Baby Peggy maakte aan het begin van haar carrière films voor Century Studios. In deze studio woedde in 1926 een ernstige brand. Tussen 1924 en 1929 was een andere Peggy Montgomery werkzaam als actrice in westerns. De films waarin die te zien is worden veelal verward met die van Baby Peggy. De filmografie van laatstgenoemde zal daarom altijd incompleet en onduidelijk blijven. Slechts een handvol films met haar zijn nog te krijgen.
- Bibliothèque nationale de France: cb16167121b (data)
- CiNii: DA18171466
- Gemeinsame Normdatei: 119503697
- International Standard Name Identifier: 0000 0001 1461 6170
- Library of Congress Control Number: n93118649
- Nationale Bibliotheek van Letland: 000040914
- Nederlandse Thesaurus van Auteursnamen: 074342452
- Istituto Centrale per il Catalogo Unico: TO0V599677
- LIBRIS: 387546
- SNAC: w6js9wct
- Système universitaire de documentation: 110110765
- Virtual International Authority File: 64818966
- WorldCat: E39PBJf8rKjKdyx49txv86bKh3